# Partnun

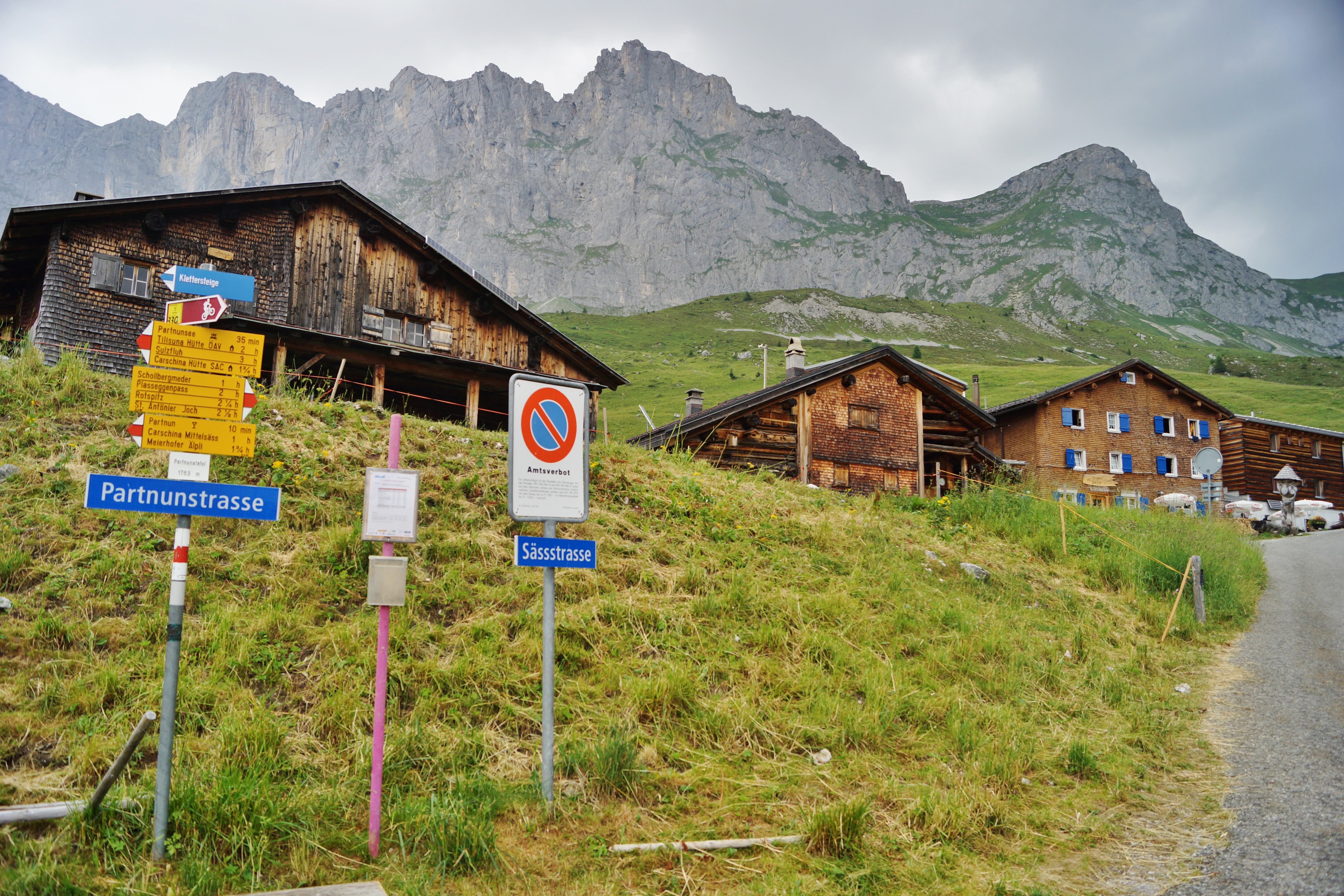
Partnun mit Berghaus Sulzfluh, Blickrichtung Ost.

Partnun ist ein Gebiet nordöstlich von St. Antönien in der Gemeinde Luzein des Bezirks Prättigau-Davos im Kanton Graubünden der Schweiz.
Es wird als Bergtal beschrieben, umfasst eine Fläche von 8,015 km² und reicht von 1536 bis 2317 m ü. M.
Im Gebiet wird Alpwirtschaft betrieben, es befinden sich darin zwei Berggasthöfe, die mit dem Bus Alpin erreichbar sind, und im nördlichsten Teil der Partnunsee (1868 m ü. M.).
Die 19. Etappe des Walserwegs und die dritte Etappe des Prättigauer Höhenwegs führen durch das Gebiet.

## Nachweise
1. ↑  Karte von «geo admin.ch».
2. ↑  Lage, Größe & Höhen bei «ortsnamen.ch».
3. ↑  Partnunsee bei «ortsnamen.ch».

Koordinaten: 46° 59′ 43,8″ N, 9° 51′ 30,3″ O; CH1903: 784027 / 207776